# Białka cyrkulujące DNA
Białka cyrkulujące DNA – enzymy należące do klasy ligaz, spotykane u bakteriofagów.

## Funkcja
Białka cyrkulujące DNA nadają liniowej cząsteczce genomowej bakteriofaga kolistą strukturę po wniknięciu tego genomu do cytoplazmy infekowanej komórki. Geny kodujące te białka zalicza się do genów wczesnych, gdyż kodowane przez nie białka potrzebne są dla bakteriofaga już na początku infekcji.